# Leptognathina
Leptognathina è un sottordine di echinodermi.

## Famiglie
- Acanthasteridae Sladen, 1889
- Asterinidae Gray, 1840
- Echinasteridae Verrill, 1867
- Ganeriidae Sladen, 1889
- Metrodiridae
- Mithrodiidae Viguier, 1879
- Poraniidae Perrier, 1894
- Valvasteridae